# Stenotrophomonas maltophilia
Stenotrophomonas maltophilia är en aerob, gram-negativ patogen bakterie som finns i vattenmiljöer där den lever och förökar sig.
Den är stavformad och kan antingen vara rak eller lätt böjd med en längd på 0,5-1,5 mikrometer Bakterien rör sig framåt med hjälp av sina polära flageller på 40-50 mikrometer i bredd
S. maltophilia är framför allt nosokomial (vårdrelaterad) men kan även växa i icke kliniska miljöer.  Bakterien sätter sig främst i sekret i luftvägarna och urinvägarna där den kan orsaka infektion. Den har även hittats i intravenösa vätskor och i sköljmedelslösningar.
En riskgrupp att drabbas av infektioner är de som lider av cystisk fibros, då de har höga halter av slem i luftvägar. Även cancer- och HIV-drabbade är riskgrupper.

## Historia
S. maltophilia hittades först 1943 och fick då namnet Pseudomonas maltophilia. Sedan döptes bakterien om till Xanthomonas maltophilia. Det var först år 1993 som bakterien fick sitt nuvarande namn Stenotrophomonas maltophilia

## Livsmiljö
S. maltophilia kan leva ensamt eller bilda biofilmer i naturliga miljöer, där de då yttrar sig i släta och vitgula områden. Nämnvärd är även dess förmåga att bilda biofilm på plastytor. Då S. maltophilia är en gramnegativ bakterie är den kapabel till att växa och leva på de flesta ställen tack vare sitt dubbla membran, där yttermembranet skyddar från yttre påfrestande faktorer.
Den mest gynnsamma temperaturen för tillväxt är vid 35°C men den kan även växa mellan 5 och 40°C.  På grund av denna temperaturtålighet återfinns S. maltophilia i stort sett överallt och är därför en av de mest framgångsrika bakterier som kan överleva under olika omständigheter.
S. maltophilia kan överleva i näringsfattiga men syrerika miljöer.   
Dock är bland annat glukos (C6H12O6)  laktos (C12H22O11)  och syrerika miljöer extra gynnsamma förhållanden för tillväxt av S. maltophilia.
S. maltophilia kan förekomma i kliniska miljöer som sjukhus samt på och i tandläkareinstrument, ventilationer, handtvål, dusch och vask samt filtrerat vatten. 
I de icke kliniska miljöerna kan de befinna sig i ismaskiner, kran- samt vattensystem, flodvatten, sköljda grönsaker, jord och rötter samt linsvätska.

## Livscykel
På grund av att S. maltophilia återfinns i sterila miljöer har de kunnat bevara sin antibiotikaresistens och således fört dessa gener vidare som ökat dess överlevnad i kliniska miljöer. S. maltophilia är också skyddad mot antibiotika tack vare att det yttre gramnegativa membranet till stor del förhindrar antibiotika att ta sig in i cellen. När antibiotikan inte kan tränga sig in i cellen och förhindra tillväxt, innebär det att S. maltophilia inte påverkas och fortlever.
Fosfat- och kloridkoncentrationer samt pH, temperatur och tillgången till syre styr tillväxten av S. maltophilia. När bakterierna bildar biofilm blir de mer motståndskraftiga mot yttre faktorer och deras förmåga att kommunicera och ta upp näring, kan därför öka tillväxt, spridning och överlevnad.

## Sjukdom
S. maltophilia drabbar sällan friska värdar, men kan ge upphov till lunginflammation, KOL, sjukdomar i mjuka vävnader och huden, skelettinfektion hos barn, hjärtproblem hos barn och urinvägsinfektion. Hos en värd för S. maltophilia kan det vara svårt att upptäcka infektionen eftersom den ger sig på värdar som redan är sjuka.  Forskning har visat att S. maltophilia är känsliga för bland annat trimetoprim-sulfametoxazol, meropenem, minocyklin, men vidare forskning krävs
Eventuellt botemedel kan tänkas vara antibiotikumet tigecyklin, men även här krävs vidare forskning.